# 71-й гвардейский мотострелковый полк (СССР)
71-й гвардейский мотострелковый Краснознамённый, ордена Кутузова полк — тактическое формирование в составе Сухопутных войск СССР и Российской Федерации (до 2009 года). 
Формирование входило в состав 42-й гвардейской мотострелковой дивизии Северо-Кавказского округа. Пункт постоянной дислокации полка в период 2000—2009 гг. находился в посёлке Ханкала.

## История
Формирование первоначально создано в 1940 году как 468-й стрелковый полк 111-й стрелковой дивизии 1-го формирования. Затем, при преобразовании дивизии в 24-ю гвардейскую, 17 марта 1942 года полку присвоен 71-й номер и гвардейский статус.
В 1957 году полк преобразован в 71-й гвардейский мотострелковый в составе 42-й гвардейской мотострелковой дивизии.
В 1987 году полк стал учебным (в/ч 11982) в составе 173-го окружного учебного центра (в/ч 28320) (бывшей 42-й гвардейской мотострелковой дивизии). Расформирован в соответствии с директивой Генерального штаба № 314/3/0159 от 4 января 1992 года вместе со всем учебным центром в 1992 году.
В 2000 году полк воссоздан с дислокацией в посёлке Ханкала под Грозным.
В 2008 году полк принимал участие в Войне в Грузии. Вместе с другими частями 42-й дивизии, полк по горным серпантинам Чечни и Северной Осетии прибыл на территорию Южной Осетии, преодолев 300 километров меньше чем за сутки. В ходе скоротечной войны полк потерял 7 человек убитыми.
В 2009 году полк был расформирован в ходе проходившей в стране масштабной реформы Вооружённых сил.

## Отличившиеся воины
- Нефф, Виталий Витальевич